# Galassia nana ultra-debole
Una galassia nana ultra-debole (in sigla, UFD, dall'inglese: Ultra-faint dwarf) è un tipo di galassia nana caratterizzato da bassa massa e bassissima luminosità. Il prototipo di questa classe di oggetti è Wilman 1, scoperto nel 2005.
Il modello cosmologico ΛCDM prevede con successo la formazione di strutture su un'ampia gamma di scale di massa, dagli ammassi di galassie più massicci alle galassie nane di massa più bassa.
All'estremo di bassa massa e bassa luminosità (minore di circa 100.000 masse solari e magnitudine assoluta inferiore a − 7,7) ci sono le cosiddette galassie nane "ultra deboli", rilevate solo nell’Universo molto locale come satelliti della Via Lattea e di altre grandi galassie vicine.
Le UFD sono ritenuti sistemi ideali per testare il modello di formazione gerarchica delle strutture che osserviamo nell’Universo, da quelle a grande scala alle più piccole.  Questi deboli oggetti sono anche laboratori incontaminati per studiare la natura della materia oscura, la sintesi di elementi pesanti e la fisica della reionizzazione.
Nonostante le indicazioni che si possono ottenere dallo studio di questi deboli sistemi, la popolazione nota di galassie satelliti della Via Lattea era limitata a circa una dozzina di galassie nane sferoidali "classiche" per gran parte del secolo scorso. Tuttavia, negli ultimi due decenni, i risultati di grandi rilievi digitali del cielo multi-banda (ad es. SDSS, Pan-STARRS, DES e HSC-SSP) hanno esteso la sensibilità osservativa a sistemi molto più deboli, ampliando il censimento delle galassie satelliti note della Via Lattea in almeno 60 sistemi.